# Eristalis cerealoides
Eristalis cerealoides är en tvåvingeart som beskrevs av Charles Howard Curran 1931. Eristalis cerealoides ingår i släktet slamflugor, och familjen blomflugor. Inga underarter finns listade i Catalogue of Life.